# Davide Zappacosta
Davide Zappacosta (Sora, provincia de Frosinone, Italia, 11 de junio de 1992) es un futbolista italiano que juega de defensa en el Atalanta B. C. de la Serie A de Italia.

## Trayectoria

### Inicios
Zappacosta comenzó su carrera juvenil con el Sora, de 1998 a 2008, en la categoría sub-15, luego en otro equipo del Lacio, el Isola Liri, y en la 2009-10 comenzó su carrera profesional con este equipo, que también jugaba en la categoría sub-20.

### Atalanta
En enero de 2011 se unió al Atalanta en un contrato de copropiedad y jugó en el equipo sub-20 en los amistosos de pretemporada con el primer equipo del Atalanta pero fue considerado como excedente a su plan de Serie A.

### Avelino
El 31 de agosto de 2011 se unió al Avellino en oferta temporal. Jugó tres temporadas con el club, y fue parte del plantel que obtuvo el ascenso a la Serie B, el jugador decidió tatuarse la fecha de la hazaña (05.05.2013)

### Atalanta
El 4 de junio de 2014, Zappacosta regresó al Atalanta en una transferencia de 900.000 euros, firmando con el club por cuatro años. Debutó oficialmente con el club el 23 de agosto de 2014 contra el Pisa en la victoria por 2-0 en la Coppa Italia. Terminó su temporada 2014-15 con el Atalanta con 30 partidos jugados, tres goles y una asistencia.

### Torino
El 10 de julio de 2015 fue vendido al Torino junto con su compañero de equipo Daniele Baselli, en una transferencia de 10 millones de euros en total. El 20 de septiembre debutó con el club de Turín, como sustituto reemplazando a Bruno Peres en el minuto 76 en la victoria en casa por 2-0 contra la Sampdoria.

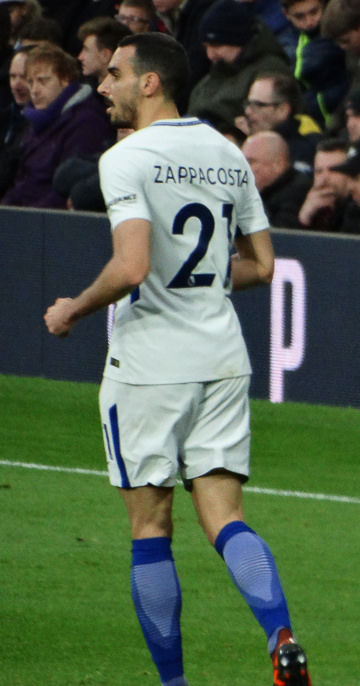
Zappacosta jugando con el Chelsea en 2017.

### Chelsea
El 31 de agosto de 2017 llegó al Chelsea por una transferencia reportada de 28 millones de euros más bonos. Firmó un contrato por cuatro años en Stamford Bridge. Zappacosta debutó con el Chelsea el 9 de septiembre en la victoria 2-1 contra el Leicester City en el King Power Stadium.

#### Cesiones
El 21 de agosto de 2019 fue cedido a la A. S. Roma hasta enero de 2020 con la posibilidad de extenderla hasta final de temporada. El préstamo se extendió, aunque la temporada se alargó a causa de la pandemia de enfermedad por coronavirus y venció antes de la disputa de las últimas rondas de la Liga Europa de la UEFA, no pudiendo disputar los últimos encuentros del curso. En la temporada 2020-21 siguió jugando en Italia ya que fue prestado al Genoa C. F. C.
El 24 de agosto de 2021 acabó desvinculándose del club londinense tras ser traspasado al Atalanta B. C.

## Selección nacional
Ha sido internacional con la selección de fútbol de Italia en 13 ocasiones. Debutó el 12 de noviembre de 2016, en un encuentro ante la selección de Liechtenstein que finalizó con marcador de 4-0 a favor de los italianos.

### Participaciones en Eurocopas
| Eurocopa                | Sede            | Resultado    |
| ----------------------- | --------------- | ------------ |
| Eurocopa Sub-21 de 2015 | República Checa | Primera fase |

## Estadísticas

### Clubes
Actualizado al último partido disputado el 17 de mayo de 2025.
| Club                         | Div.          | Temporada     | Liga  | Liga  | Copas nacionales | Copas nacionales | Copas internacionales | Copas internacionales | Total | Total |
| Club                         | Div.          | Temporada     | Part. | Goles | Part.            | Goles            | Part.                 | Goles                 | Part. | Goles |
| ---------------------------- | ------------- | ------------- | ----- | ----- | ---------------- | ---------------- | --------------------- | --------------------- | ----- | ----- |
| A. C. Isola Liri · Italia    | 4.ª           | 2009-10       | 2     | 0     | 0                | 0                | —                     | —                     | 2     | 0     |
| A. C. Isola Liri · Italia    | 4.ª           | 2010-11       | 11    | 1     | 0                | 0                | —                     | —                     | 11    | 1     |
| A. C. Isola Liri · Italia    | Total club    | Total club    | 13    | 1     | 0                | 0                | —                     | —                     | 13    | 1     |
| U. S. Avellino 1912 · Italia | 3.ª           | 2011-12       | 27    | 0     | 0                | 0                | —                     | —                     | 27    | 0     |
| U. S. Avellino 1912 · Italia | 3.ª           | 2012-13       | 26    | 1     | 1                | 0                | —                     | —                     | 27    | 1     |
| U. S. Avellino 1912 · Italia | 2.ª           | 2013-14       | 32    | 2     | 4                | 0                | —                     | —                     | 36    | 2     |
| U. S. Avellino 1912 · Italia | Total club    | Total club    | 85    | 3     | 5                | 0                | —                     | —                     | 90    | 3     |
| Atalanta B. C. · Italia      | 1.ª           | 2014-15       | 29    | 3     | 1                | 0                | —                     | —                     | 30    | 3     |
| Torino F. C. · Italia        | 1.ª           | 2015-16       | 25    | 1     | 1                | 0                | —                     | —                     | 26    | 1     |
| Torino F. C. · Italia        | 1.ª           | 2016-17       | 29    | 1     | 0                | 0                | —                     | —                     | 29    | 1     |
| Torino F. C. · Italia        | 1.ª           | 2017-18       | 2     | 0     | 1                | 0                | —                     | —                     | 3     | 0     |
| Torino F. C. · Italia        | Total club    | Total club    | 56    | 2     | 2                | 0                | —                     | —                     | 58    | 2     |
| Chelsea F. C. Inglaterra     | 1.ª           | 2017-18       | 22    | 1     | 8                | 0                | 5                     | 1                     | 35    | 2     |
| Chelsea F. C. Inglaterra     | 1.ª           | 2018-19       | 4     | 0     | 2                | 0                | 10                    | 0                     | 16    | 0     |
| Chelsea F. C. Inglaterra     | Total club    | Total club    | 26    | 1     | 10               | 0                | 15                    | 1                     | 51    | 2     |
| A. S. Roma · Italia          | 1.ª           | 2019-20       | 9     | 0     | 0                | 0                | 0                     | 0                     | 9     | 0     |
| A. S. Roma · Italia          | Total club    | Total club    | 9     | 0     | 0                | 0                | 0                     | 0                     | 9     | 0     |
| Genoa C. F. C. · Italia      | 1.ª           | 2020-21       | 25    | 4     | 0                | 0                | ―                     | ―                     | 25    | 4     |
| Genoa C. F. C. · Italia      | Total club    | Total club    | 25    | 4     | 0                | 0                | —                     | —                     | 25    | 4     |
| Atalanta B. C. · Italia      | 1.ª           | 2021-22       | 34    | 1     | 1                | 1                | 10                    | 0                     | 45    | 2     |
| Atalanta B. C. · Italia      | 1.ª           | 2022-23       | 21    | 4     | 0                | 0                | ―                     | ―                     | 21    | 4     |
| Atalanta B. C. · Italia      | 1.ª           | 2023-24       | 31    | 2     | 4                | 0                | 11                    | 0                     | 46    | 2     |
| Atalanta B. C. · Italia      | 1.ª           | 2024-25       | 30    | 4     | 3                | 1                | 10                    | 0                     | 43    | 5     |
| Atalanta B. C. · Italia      | Total club    | Total club    | 145   | 14    | 9                | 2                | 31                    | 0                     | 185   | 16    |
| Total carrera                | Total carrera | Total carrera | 359   | 25    | 26               | 2                | 46                    | 1                     | 431   | 28    |

### Selección nacional
Actualizado al último partido disputado el 7 de septiembre de 2018.
| Selección nacional | Año   | P J | Goles |
| ------------------ | ----- | --- | ----- |
| Italia             |       |     |       |
| 2016               | 2     | 0   |       |
| 2017               | 5     | 0   |       |
| 2018               | 6     | 0   |       |
| Total              | Total | 13  | 0     |

## Palmarés

### Campeonatos nacionales
| Título                                   | Club                | País       | Año     |
| ---------------------------------------- | ------------------- | ---------- | ------- |
| Lega Pro Prima Divisione                 | U. S. Avellino 1912 | Italia     | 2012-13 |
| Supercopa de la Lega Pro Prima Divisione | U. S. Avellino 1912 | Italia     | 2012-13 |
| FA Cup                                   | Chelsea F. C.       | Inglaterra | 2017-18 |

### Torneos internacionales
| Título                 | Club           | Sede   | Año     |
| ---------------------- | -------------- | ------ | ------- |
| Liga Europa de la UEFA | Chelsea F. C.  | Bakú   | 2018-19 |
| Liga Europa de la UEFA | Atalanta B. C. | Dublín | 2023-24 |